# Intresseparti
Intresseparti, politiskt parti utan egentlig ideologi, där partiets berättigande motiveras utifrån partiets roll som tillvaratagare av en viss grupps intressen i politiken. Ideologi och idépolitik spelar därmed en underordnad roll.

## Exempel ur svensk politik
Vid sitt bildande beskrev sig dåvarande Bondeförbundet som ett intresseparti. Inget parti i riksdagen av idag beskriver sig som intresseparti, även om Socialdemokraternas fullständiga partinamn alltjämt är Sveriges socialdemokratiska arbetareparti. Sveriges pensionärers intresseparti (SPI) omtalar sig som ett tvärpolitiskt parti, som tillvaratar i första hand pensionärers intressen.